# John Leslie Mackie

J.L. Mackie

John Leslie Mackie, vaak aangeduid als J.L. Mackie, (Sydney, 28 augustus 1917 – Oxford (Verenigd Koninkrijk), 12 december 1981) was een Australische filosoof. Hij is misschien het bekendst van zijn ideeën over meta-ethiek, in het bijzonder zijn verdediging van moreel scepticisme. Mackie heeft ook een aantal bijdragen geleverd aan de godsdienstfilosofie en metafysica.

## Biografie
Mackie studeerde aan de Universiteit van Sydney onder John Anderson en aan de Universiteit van Oxford. Tijdens de Tweede Wereldoorlog had hij dienst in het leger. Na de oorlog gaf hij les aan de Universiteit van Sydney, om vervolgens tussen 1955 en 1967 het professorschap te bekleden aan achtereenvolgens de Universiteit van Otago (Dunedin, Nieuw-Zeeland), de Universiteit van Sydney en de Universiteit van York (York, Engeland). Van 1967 tot 1974 bekleedde hij een fellowship aan het University College in Oxford (Engeland), en van 1974 tot 1981 een fellowship aan de British Academy (Engeland). Een van zijn dochters, Penelope Mackie, studeerde aan Somerville College (Oxford) en werd tevens een filosofe.

## Filosofie
Mackie's meest bekende bijdragen zijn die aan de meta-ethiek, de godsdienstfilosofie en metafysica. Mackie was een aanhanger van wat tegenwoordig het moreel nihilisme wordt genoemd. Omdat deze term in die tijd nog niet bestond, noemde hij zichzelf een moreel scepticus.
Mackie was een felle verdediger van het atheïsme. Zo meende hij dat het Probleem van het kwaad alle monotheïstische religies onhoudbaar maakt. In het bijzonder had hij kritiek op de zogenaamde Vrije wil-oplossing van dit probleem. Hij redeneerde dat het idee van een vrije wil geen geldig argument is tegen het probleem van het kwaad, omdat een almachtig wezen ons vrije wil had kunnen geven én ons moreel perfect had kunnen maken. In dat geval zouden we in iedere situatie vrijwillig de (moreel) juiste beslissing maken.
Op het gebied van de metafysica maakte Mackie een aantal significante bijdragen met betrekking tot de aard van oorzakelijke relaties.

## Mackie'smoreel scepticisme
Mackie bestreed het idee van goed en slecht als universele, objectieve waarden. Volgens Mackie bestaan er geen objectieve ethische waarden. Zijn argument is dat, als er zulke objectieve morele waarden zouden bestaan, deze waarden entiteiten of kwaliteiten of relaties van een heel vreemde soort zouden zijn, totaal verschillend van al het andere in het universum. Dat, betoogt Mackie, is al voldoende reden om aan hun bestaan te twijfelen.
Daar komt nog bij, dat als er zulke morele waarden zouden bestaan, we deze alleen zouden kennen op een andere manier dan de manier waarop we alle andere dingen kennen. We zouden deze morele waarheden immers niet rationeel kunnen afleiden en ook niet baseren op onze waarnemingen. Er zou dus een derde vorm van kennen moeten zijn, die enkel dient om morele kennis te vergaren. Dit lijkt Mackie niet aannemelijk.
Wat morele uitspraken betreft, gaat Mackie niet zover als sommige andere filosofen (zoals de Analytici). Volgens Mackie zijn morele uitspraken namelijk wel degelijk zinvol, en zeggen ze iets over objectieve morele waarden. Maar omdat deze objectieve morele waarden niet bestaan zijn alle morele uitspraken onwaar. Mackie noemt zijn stellingname tegenover morele uitspraken een error-theorie. Hij definieert deze als volgt: "[an error theory is] a theory that although most people in making moral judgements implicitly claim, among other things, to be pointing to something objectively prescriptive, these claims are all false".
Hoewel Mackie sceptisch is wat betreft de objectiviteit van morele waarden, is hij dat niet tegenover moraal. Mackie ziet de moraal als een waardevol en onmisbaar sociaal mechanisme. De ondertitel van zijn boek (Inventing Right and Wrong) bedoelt aan te geven dat wij als gemeenschap zelf onze moraal maken. Niet als individuen, maar als sociale groep met een gemeenschappelijke wil. Daar ligt voor hem dan ook de waarde van de moraal: omdat deze een product is van een collectie van individuen, is de moraal, hoewel niet objectief, wel intersubjectief.
- Australian Dictionary of Biography: mackie-john-leslie-14214
- Bibsys: 90051892
- Bibliothèque nationale de France: cb12052823t (data)
- Catàleg d'autoritats de noms i títols de Catalunya: 981058521711406706
- CiNii: DA01191356
- Gemeinsame Normdatei: 118143565
- International Standard Name Identifier: 0000 0001 0939 7815
- Library of Congress Control Number: n50042167
- Nationale Bibliotheek van Letland: 000093484
- Bibliotheek van het Japanse parlement: 00470866
- Nationale Bibliotheek van Tsjechië: mzk2002148210
- Nationale bibliotheek van Australië: 35319902
- Nationale Bibliotheek van Israël: 987007308539005171
- Nationale en Universitaire bibliotheek Zagreb: 000178089
- Nederlandse Thesaurus van Auteursnamen: 068422733
- Réseau des bibliothèques de Suisse occidentale: 02-A003546292
- LIBRIS: 73466
- SNAC: w6fk6g51
- Système universitaire de documentation: 028758161
- Trove: 910411
- Virtual International Authority File: 120726566
- WorldCat: E39PBJqk3wKmKGwjmPxDXjTPwC